# 渡島西部広域事務組合
渡島西部広域事務組合（おしませいぶこういきじむくみあい）は、松前町、福島町、木古内町、知内町の4町で構成する一部事務組合。

## 共同事務
- 消防に関する事務
- し尿処理に関する事務
- ごみ処理に関する事務

## 所在地
- 事務局 - 〒049-1331 北海道松前郡福島町字三岳45-1
- 消防本部・福島消防署 - 〒049-1331 北海道松前郡福島町字三岳45-1
  - 松前消防署 - 〒049-1501 北海道松前郡松前町字建石216-1
  - 江良出張所 - 〒049-1771 北海道松前郡松前町字江良864
  - 木古内消防署 - 〒049-0412 北海道上磯郡木古内町大平27-11
  - 知内消防署 - 〒049-1103 北海道上磯郡知内町重内24-1
- 衛生センター - 〒049-1332 北海道松前郡福島町字千軒31-1

## 沿革
- 1972年（昭和47年）
  - 4月1日 - 渡島西部消防組合が発足する。
  - 7月24日 - し尿処理の共同事務を開始する。
- 1975年（昭和50年）4月7日 - 松前町を除く3町でごみ処理の共同事務を開始する。
- 1982年（昭和57年）4月1日 - 渡島西部消防組合と衛生部門が統合し、渡島西部広域事務組合が発足する。
- 2000年（平成12年）4月1日 - ごみ処理の共同事務に松前町が加入する。

## 管内の現況
管内の人口 - 19,538人
- 松前町 - 7,088人
- 福島町 - 4,020人
- 木古内町 - 4,106人
- 知内町 - 4,324人

2019年（令和元年）7月現在
管内の世帯数 - 10,371世帯
- 松前町 - 3,999世帯
- 福島町 - 2,111世帯
- 木古内町 - 2,190世帯
- 知内町 - 2,071世帯

2019年（令和元年）7月現在
管内の面積 - 899.15 km2
- 松前町 - 293.25 km2
- 福島町 - 187.28 km2
- 木古内町 - 221.87 km2
- 知内町 - 196.75 km2

2018年（平成30年）10月1日現在

## 渡島西部広域事務組合消防本部
渡島西部広域事務組合消防本部（おしませいぶこういきじむくみあいしょうぼうほんぶ）は、松前町、福島町、木古内町、知内町の4町を管轄する消防部局（消防本部）。

### 組織
- 消防長
  - 消防次長
    - 管理係
    - 消防指導係
    - 松前消防署
      - 江良出張所

    - 福島消防署
    - 木古内消防署
    - 知内消防署